# Groupe Mutuel
 (avril 2022).
Le Groupe Mutuel est une compagnie d'assurance suisse. Se disant seul assureur global de personnes en Suisse, il est actif dans les domaines de la santé et de la prévoyance, tant pour les clients privés que pour les entreprises. Il revendique plus de 1,3 million d’assurés.

## Histoire
Créé en 1993, le Groupe Mutuel est à l'origine un regroupement des Sociétés de secours mutuels valaisannes, dont la première vit le jour à Saint-Maurice en 1852.
- 1890 : Création de la Fédération valaisanne des Sociétés de Secours Mutuels SSM.
- 1951 : Fondation de la Mutuelle Valaisanne.
- 1985 : Deux champs d'activité supplémentaires.
- 1988 : L'entreprise s'étend au-delà des frontières cantonales.
- 1993 : L'entreprise de services devient le Groupe Mutuel.
- 1994 : Fondation de Groupe Mutuel Vie GMV SA.
- 1997 : Trois assureurs-maladie fribourgeois s’associent au Groupe Mutuel.
- 1998 : Inauguration des nouveaux bureaux du Groupe Mutuel à Martigny.
- 2001 : La Caisse Vaudoise permet au Groupe Mutuel de s’étendre au canton de Vaud.
- 2003 : Deux caisses zurichoises adhèrent au Groupe Mutuel.
- 2004 : 27 mai 2004 - Ouverture du nouveau ServiceCenter Zurich-Oerlikon.
- 2006 : Philos et ses 130 000 assurés adhèrent au Groupe Mutuel.
- 2010 : Nouvel effectif, 900 000 assurés à l'assurance-maladie de base et ouverture d'un nouveau site à Lausanne.
- 2011 : Dépassement pour la première fois du million d'assurés.
- 2011 : Regroupement : 4 sociétés au lieu de 15.
- 2014 : Effectif : 1 190 000 assurés à l'assurance-maladie de base.
- 2015 : Lancement de nouveaux produits Patrimoine, HomeProtect et SelfProtect.
- 2015 : Sanctionné par l'Autorité fédérale de surveillance des marchés financiers pour avoir « gravement violé le droit de la surveillance dans le domaine de l'assurance complémentaire »[4].
- 2018 : Le Groupe Mutuel prend la forme d'une Holding.
- 2019 : Fusion des caisses de prévoyance Le Groupe Mutuel Prévoyance et La Mutuelle Valaisanne de Prévoyance[5].
- 2020 : Reprise de Maklerzentrum Schweiz AG et des 150 collaborateurs
- 2020 : Participation majoritaire dans Neosana SA, courtier proposant des conseils d'assurance toute marque
- 2020 : Le Groupe Mutuel se transforme et implémente un CRM, GM360.
- 2022 : Changement d'identité visuelle[6].

## Activité

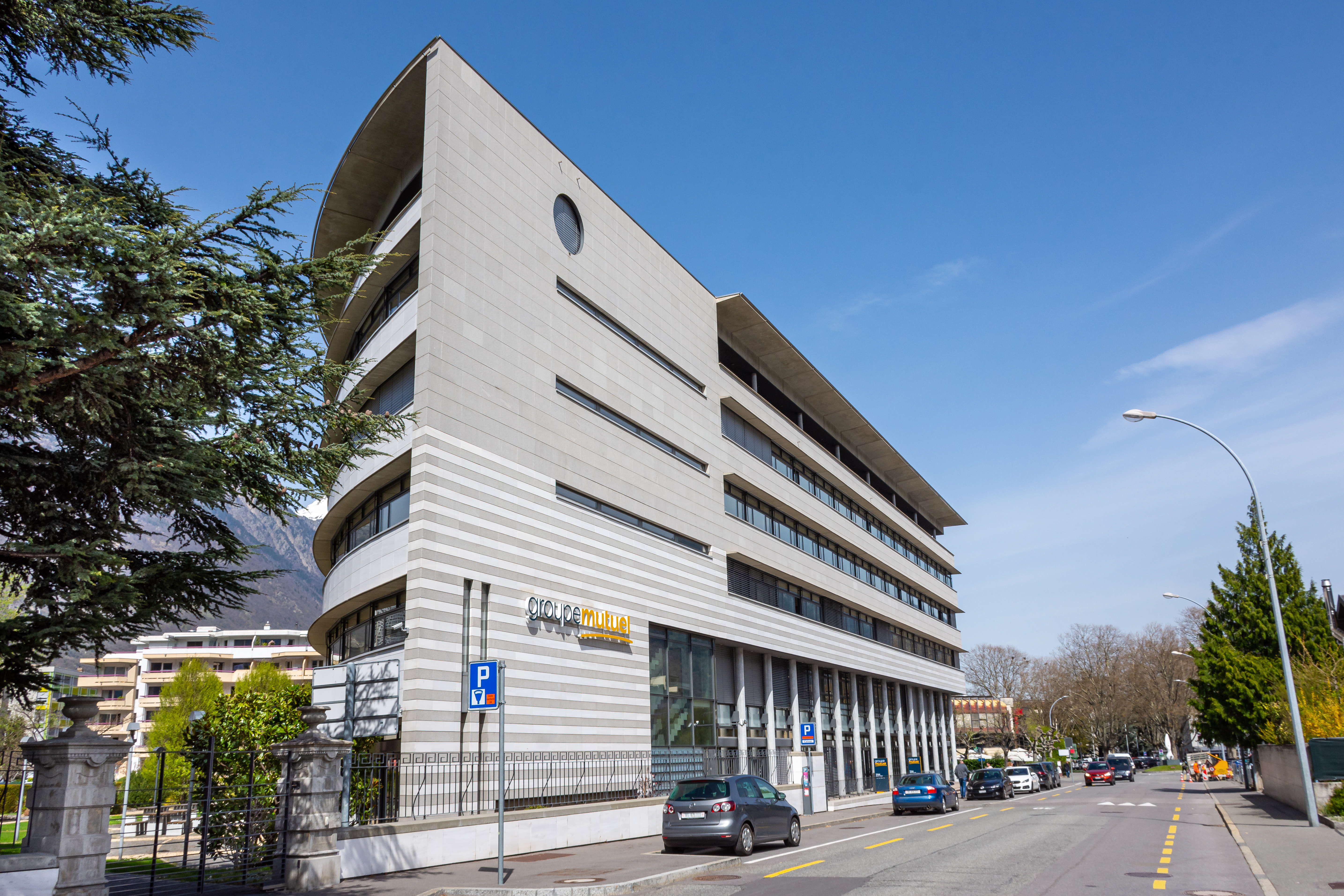
Siège principal du Groupe Mutuel

Le Groupe Mutuel regroupe plus de 1,3 million d'assurés en Suisse dans les domaines de la santé et de la prévoyance. Actif dans l’assurance-maladie obligatoire et complémentaire ainsi que dans l’assurance-vie, les assurances pour entreprises et la prévoyance professionnelle, il propose toute la palette de couvertures des assurances de personnes. Le chiffre d'affaires de l'ensemble des sociétés de Groupe Mutuel Holding dépasse les 5,3 milliards de francs.

### Présence nationale
Le Groupe Mutuel développe ses activités dans cinq centres de service : Martigny (VS), le siège social du groupe, Sion (VS), Lausanne (VD), Villars-sur-Glâne (FR), Zürich-Oerlikon (ZH) et Bâle (BS). Cette présence décentralisée est complétée par trente-cinq agences régionales et locales de proximité, sises dans toute la Suisse. Le groupe revendique environ 2 800 employés.

### Organisation
Groupe Mutuel Holding SA est constitué de :
- Six sociétés d'assurance-maladie :
  - Mutuel assurance maladie SA ;
  - Philos assurance maladie SA ;
  - Avenir assurance maladie SA ;
  - EasySana assurance maladie SA ;
  - AMB assurance-maladie et accidents ;
  - SUPRA-1846 SA.
- Une société d'assurance complémentaire :
  - Groupe mutuel assurances GMA SA ;
- Un assureur-vie :
  - Groupe mutuel Vie GMV SA.
- Trois fondations de prévoyance professionnelle :
  - Groupe Mutuel Prévoyance GMP ;
  - Fondation Opsion Libre Passage ;
  - Fondation Collective Open Pension.
- Une gestion de fortune collective :
  - Groupe Mutuel Asset Management GMAM SA.
- Une participation majoritaire :
  - Neosana SA (NEO) - Courtier toute marque actif dans l'assurance à la personne